# Кубок Чехії з футболу 2003—2004
Кубок Чехії з футболу 2003–2004 — 11-й розіграш кубкового футбольного турніру в Чехії. Титул вдруге здобула Спарта (Прага).

## Календар
| Раунд            | Дата                       | Матчі | Клуби     |
| ---------------- | -------------------------- | ----- | --------- |
| Попередній раунд | літо 2003                  | 12    | 124 → 112 |
| Перший раунд     | 20 липня 2003              | 48    | 112 → 64  |
| 1/32 фіналу      | осінь 2003                 | 32    | 64 → 32   |
| 1/16 фіналу      | 29 жовтня 2003             | 16    | 32 → 16   |
| 1/8 фіналу       | 17 березня - 7 квітня 2004 | 8     | 16 → 8    |
| 1/4 фіналу       | 14-15 квітня 2004          | 4     | 8 → 4     |
| 1/2 фіналу       | 12 травня 2004             | 2     | 4 → 2     |
| Фінал            | 18 травня 2004             | 1     | 2 → 1     |

## 1/16 фіналу
| Команда 1                  | Рахунок      | Команда 2           |
| -------------------------- | ------------ | ------------------- |
| 29 жовтня 2003             |              |                     |
| Табор                      | 0:5          | Спарта (Прага)      |
| Вітковіце                  | 0:2          | Опава               |
| Долні Бенешов              | 1:1 пен. 7:8 | Банік (Острава)     |
| Слован (Варнсдорф)         | 1:1 пен. 2:4 | Яблонець            |
| Горацкі (Тржебіч)          | 0:4          | Брно                |
| Дрновіце                   | 2:1          | Синот (Старе Место) |
| Страконіце                 | 0:0 пен. 3:2 | ГФК Оломоуць        |
| Градець-Кралове            | 0:4          | Слован (Ліберець)   |
| Агріа (Хоцень)             | 2:2 пен. 5:4 | Вікторія Жижков     |
| Ксаверов (Горні Почерніце) | 0:4          | Хмел (Блшани)       |
| Угерський Брод             | 0:8          | Тескома (Злін)      |
| Хомутов                    | 0:2          | Маріла (Пржибрам)   |
| Усті-над-Лабем             | 1:1 пен. 0:3 | Тепліце             |
| Унічов                     | 2:1          | Сігма (Оломоуць)    |
| Богеміанс (Прага)          | 0:0 пен. 6:7 | Вікторія (Пльзень)  |
| Височина (Їглава)          | 1:0          | Славія (Прага)      |

## 1/8 фіналу
| Команда 1         | Рахунок | Команда 2          |
| ----------------- | ------- | ------------------ |
| 17 березня 2004   |         |                    |
| Спарта (Прага)    | 2:0     | Опава              |
| Дрновіце          | 0:2     | Брно               |
| Страконіце        | 0:2     | Слован (Ліберець)  |
| Агріа (Хоцень)    | 0:2     | Хмел (Блшани)      |
| Маріла (Пржибрам) | 2:0     | Тескома (Злін)     |
| Унічов            | 1:2     | Тепліце            |
| 24 березня 2004   |         |                    |
| Банік (Острава)   | 1:0     | Яблонець           |
| 7 квітня 2004     |         |                    |
| Височина (Їглава) | 2:1     | Вікторія (Пльзень) |

## 1/4 фіналу
| Команда 1         | Рахунок | Команда 2      |
| ----------------- | ------- | -------------- |
| 14 квітня 2004    |         |                |
| Банік (Острава)   | 1:0     | Брно           |
| Слован (Ліберець) | 2:0     | Хмел (Блшани)  |
| 15 квітня 2004    |         |                |
| Височина (Їглава) | 1:0     | Тепліце        |
| Маріла (Пржибрам) | 1:3     | Спарта (Прага) |

## 1/2 фіналу
| Команда 1       | Рахунок | Команда 2         |
| --------------- | ------- | ----------------- |
| 12 травня 2004  |         |                   |
| Банік (Острава) | 2:1     | Височина (Їглава) |
| Спарта (Прага)  | 1:0     | Слован (Ліберець) |

## Фінал
| 18 травня 2004 |

| Спарта (Прага)       | 2:1      | Банік (Острава) |
| -------------------- | -------- | --------------- |
| Резек 51' Йогана 84' | Протокол | Лічка 56'       |

| Стадіон Евжена Рошицького, Прага Глядачів: 6 985 Арбітр: Карел Відлак |